# Playa Fomento
Playa Fomento ist eine Ortschaft in Uruguay.

## Geographie
Sie befindet sich auf dem Gebiet des Departamento Colonia in dessen südöstlichem Teil im Sektor 4. Playa Fomento grenzt mit seiner südlichen Seite unmittelbar an die Küste des Río de la Plata, im Westen an Playa Parant und im Osten an Los Pinos.

## Einwohner
Der Ort hatte bei der Volkszählung im Jahr 2004 51 Einwohner.
| Jahr | Einwohner |
| ---- | --------- |
| 1963 | 29        |
| 1975 | 79        |
| 1985 | 105       |
| 1996 | 85        |
| 2004 | 51        |

Quelle: Instituto Nacional de Estadística de Uruguay